# Més enllà de la realitat
Més enllà de la realitat (títol original: The Boy Who Could Fly) és una pel·lícula estatunidenca fantàstica realitzat per Nick Castle, estrenada l'any 1986. Ha estat doblada al català.

## Argument
Milly i Louis, que han tingut la pena de perdre el seu pare, s'instal·len amb la seva mare, Charlène, en una nova casa. Malgrat nombroses preocupacions personals, Milly arriba a esdevenir amic d'Eric, el seu nou veí, afectat de autisme. Aquest jove és fascinat pel fet de volar, i abraça la boja esperança de poder aconseguir volar.

## Repartiment
- Lucy Deakins: Milly
- Jay Underwood: Eric
- Bonnie Bedelia: Charlène
- Fred Savage: Louis
- Colleen Dewhurst: la Sra. Sherman
- Fred Gwynne: Oncle Hugo
- Jason Priestley: Gary
- Cameron Bancroft: Joe
- Janet MacLachlan: la Sra. De Gregario
- John Carpenter: Membre de les "Copa de Ciutats"
- Nick Castle: Membre de les "Copa de Ciutats"
- Tommy Lee Wallace: Membre de les "Copa de Ciutats"
- Louise Fletcher: Psiquiatra (no surt als crèdits)

## Premis i nominacions
- Saturn Award a la millor pel·lícula fantàstica 1987
  - Nominació al Saturn Award al millor jove actor 1987 (Lucy Deakins)
  - Nominació al Saturn Award al millor jove actor 1987 (Jay Underwood)
  - Nominació al Saturn Award al millor guió 1987 (Nick Castle)
- Premi Young Artist al millor jove actor en un segon paper 1987 (Fred Savage)
  - Nominació al Premi Young Artist a la millor pel·lícula familiar - Comèdia o musical 1987
  - Nominació al Premi Young Artist a la millor actriu 1987 (Lucy Deakins)

## Banda original
La banda original de la pel·lícula, composta i dirigida per Bruce Broughton,  es va tornar a registrar  per una sortida en CD per l'etiqueta Varèse Sarabande l'any 1986. En aquesta ocasió, la música va ser reinterpretada per la Sinfonia of London i dirigides pel mateix Bruce Broughton. Tanmateix, sols algunes peces escollides, i no pas la totalitat de la banda original, van sortir en  aquesta edició CD  :
1. Main Title (2:36)
2. New Starts (3:51)
3. Millie's Science Project (3:09)
4. Family (2:57)
5. Flying (4:29)
6. Eric On The Roof (2:23)
7. Eric Agitated/Louis Defeated (3:55)
8. Millie And Eric Flee (3:45)
9. In The Air (4:31)
10. The Boy Who Could Fly (2:45)

El 2002, l'etiqueta Percepto ha editat la música original, com havia estat gravada per la pel·lícula. Només falta el títol "Walking on Air", escrit i interpretat per Stephen Bishop per la pel·lícula i que acompanya els crèdits del final :
1. Main Title/Meeting Eric (4:44)
2. Military Mission/New Neighbors (2:10)
3. Night (1:02)
4. Surprise Visit (1:23)
5. Eric On The Roof (2:24)
6. Milly’s Science Project (3:33)
7. Heads Up (1:39)
8. Family (3:08)
9. The Field Trip (1:57)
10. The Hospital/Flying (7:37)
11. Returning Home (3:59)
12. Eric Agitated/Louis Defeated (4:16)
13. The Rainstorm/The Ring (6:40)
14. Milly & Eric Flee/Into The Air (9:01)
15. New Starts (4:14)
16. Milly Reflects (2:06)
17. The Boy Who Could Fly (3:02)